# Hernando de Soto (conquistador)
Vous lisez un « bon article » labellisé en 2008.
Cet article concerne le conquistador espagnol. Pour l'économiste péruvien, voir Hernando de Soto (économiste). Pour les homonymes, voir de Soto.
Hernando de Soto, né en 1496 ou 1497 en Estrémadure, à Barcarrota ou à Jerez de los Caballeros,, en Espagne, et mort le 21 mai 1542 dans l’actuel Arkansas, est un conquistador et explorateur espagnol. Encore adolescent, il participe à la conquête de l’Amérique centrale auprès du premier gouverneur de Panama, Pedrarias Dávila. Il se joint à Francisco Pizarro au début des années 1530, lors de ses conquêtes en Amérique du Sud.
En 1539, de Soto entreprend la plus importante des premières expéditions coloniales espagnoles. Une vaste entreprise qui lui fait traverser tout le Sud-Est des États-Unis actuels, à la recherche d’or et d’un passage vers la « mer du Sud » qui ouvre la voie vers la Chine, poursuivant ainsi les mêmes objectifs que Juan Ponce de León en 1513, de Lucas de Ayllón en 1526, et de Pánfilo de Narváez en 1527.
De Soto meurt de fièvre, en 1542, sur la rive occidentale du Mississippi, dans un village amérindien nommé Guachoya (proche de l’actuel McArthur dans l’Arkansas).

## Jeunesse
Hernando de Soto est issu d’une famille d’hidalgos peu fortunés d’Estrémadure, une région alors pauvre et aride que les jeunes gens cherchent à fuir pour aller chercher fortune.
De Soto embarque pour le Nouveau Monde en 1514 avec le premier gouverneur de Panama, Pedrarias Dávila. Ce dernier le fait capitaine car il se montre brave, d’une loyauté sans faille et intelligent lors de la conquête du Panama. Il est un fameux cavalier, combattant et tacticien, mais, du point de vue actuel, d’une extrême brutalité,.

## Conquistador

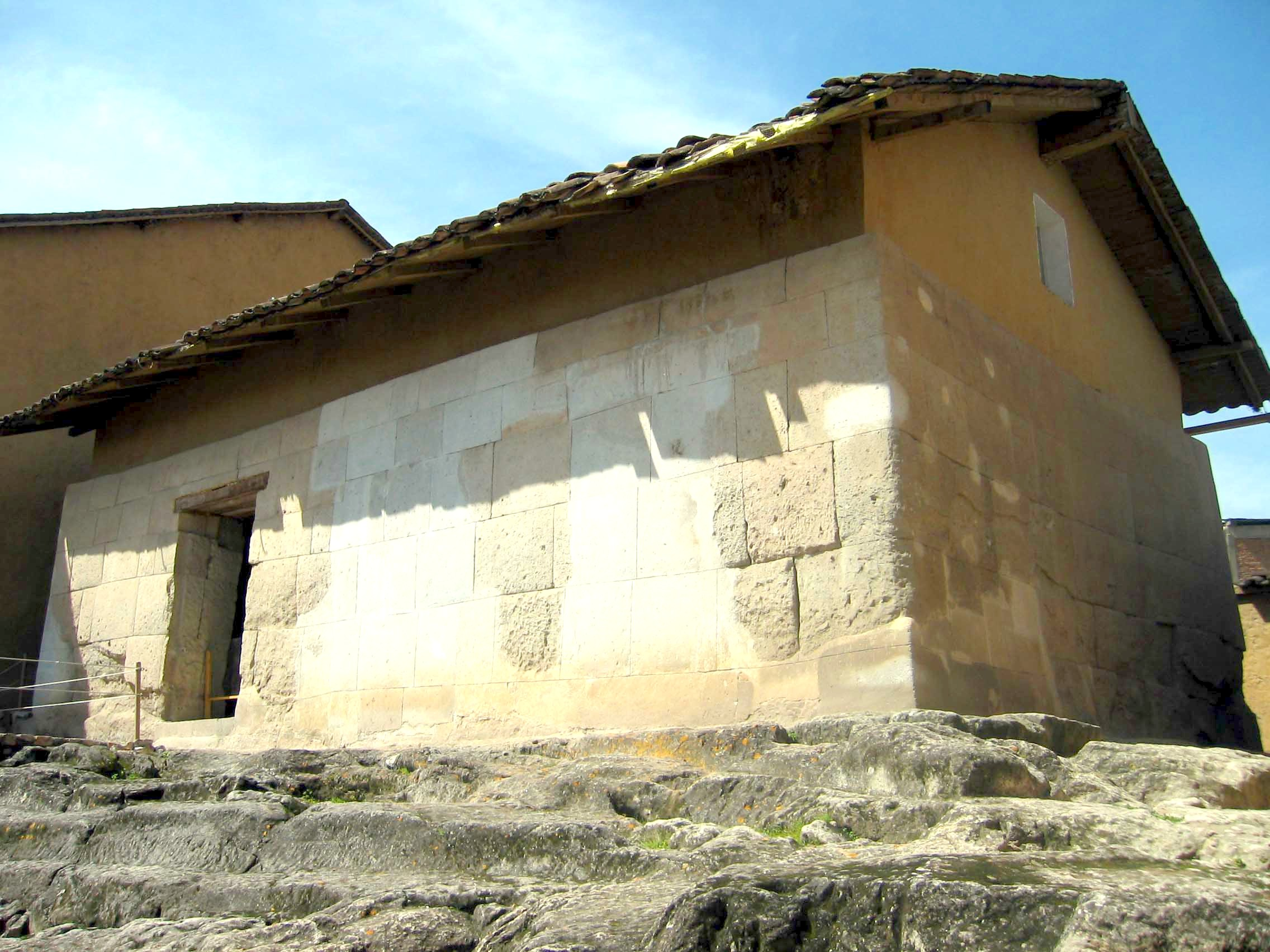
El Cuarto del Rescate à Cajamarca (Pérou).

En 1523, il accompagne Francisco Hernández de Córdoba qui, par ordres de Pedrarias, part à la conquête et exploration de l’Amérique centrale et plus particulièrement du Panama, du Nicaragua et du Honduras. De Soto devient regidor de León, Nicaragua, en 1528, puis mène une expédition sur les côtes de la péninsule du Yucatán à la recherche d’un passage entre l’Atlantique et le Pacifique. N’y parvenant pas, et sans moyens suffisants pour poursuivre ses explorations, de Soto, à la mort du gouverneur Dávila, se joint à Francisco Pizarro lors de sa conquête du Pérou en 1532,.
Avec un groupe de cinquante hommes, de Soto suit le chemin inca de Cuzco, capitale de l'Empire inca, et devient le premier Européen à se lier d’amitié avec Atahualpa, le Sapa Inca. La conquête espagnole du Pérou s’achève par l’exécution d’Atahualpa par Pizarro, bien que l'Inca ait honoré sa promesse de remplir d’or, pour les Espagnols, El Cuarto del Rescate (« la Salle de la Rançon »).

### Retour en Espagne
De Soto rentre en Espagne, en 1536, riche : il a reçu une part importante des prises, lors de la conquête de l’Empire inca. Il est célébré comme le héros de cette conquête et intègre le prestigieux ordre de Santiago. Il épouse, en 1537, Inés de Bobadilla, fille de Pedrarias Dávila, qui appartient à une famille noble et influente de Castille.
De Soto demande à Charles Quint le poste de gouverneur du Guatemala, « avec permission de faire la découverte de la mer du Sud », mais il se voit plutôt confier le gouvernorat de Cuba et le titre d'Adelantado de Florida. On attend de lui qu’il colonise le continent nord-américain au nom de l’Espagne et ce, dans les quatre ans. En récompense, lui-même et sa descendance obtiendraient un marquisat sur une large portion du territoire conquis.
Fasciné par les récits de Cabeza de Vaca, rescapé de l'expédition de Pánfilo de Narváez en Amérique du Nord et qui vient de rentrer en Espagne, de Soto choisit 620 jeunes volontaires espagnols et portugais pour gouverner Cuba et conquérir l’Amérique septentrionale.
Le 6 avril 1538, de Soto et sa nouvelle flotte, composée de neuf navires, partent de San Lúcar et arrivent quelques semaines plus tard à Santiago de Cuba où il est rejoint par d’autres navires que lui avait promis Charles Quint quelques mois auparavant.

### Exploration de l’Amérique du Nord

#### Controverse sur le parcours suivi

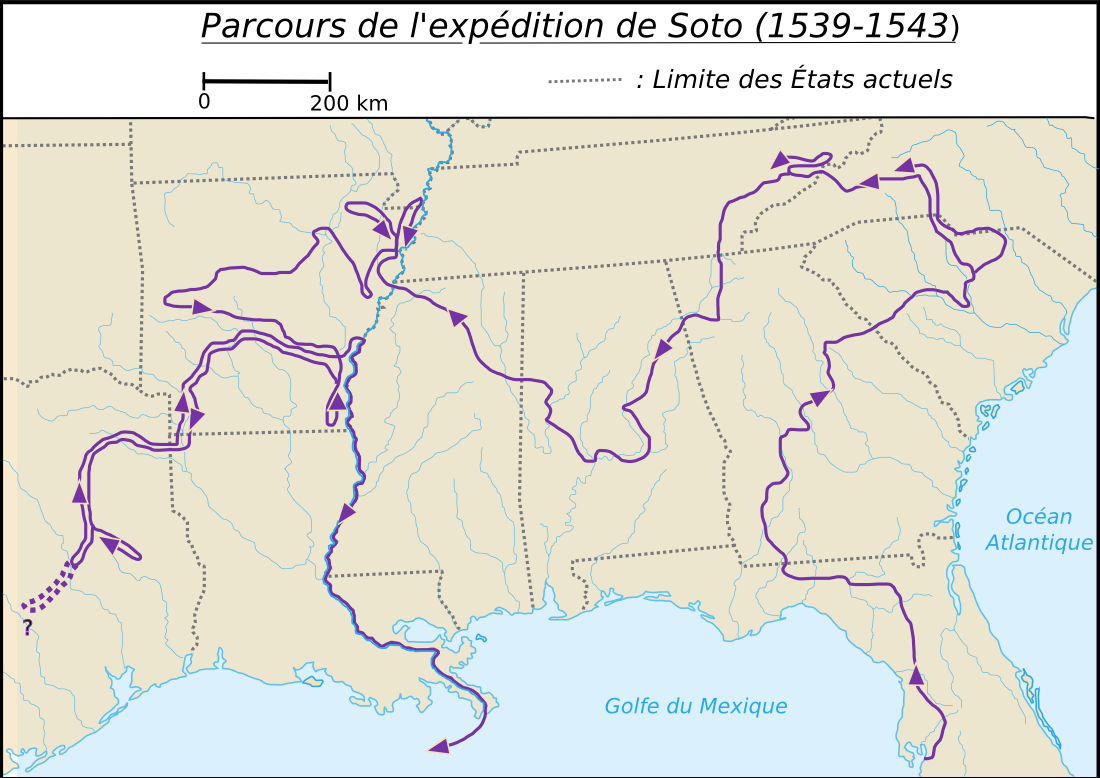
Parcours de l'expédition 1539-1543

Le parcours exact de l’expédition de de Soto est sujet à discussions et controverse parmi les historiens. Le plus communément admis est celui dessiné par la commission créée par le Congrès des États-Unis et présidée par l’anthropologue John R. Swanton et publié en 1939 dans The Final Report of the United States De Soto Expedition Commission (en français : « Rapport final de la commission chargée de l’étude de l’expédition menée par de Soto aux États-Unis »). Alors que la première partie du parcours de l’expédition (jusqu’à la bataille de Mabila en Alabama) n’est, aujourd’hui, l’objet que de quelques discussions de détails, la partie suivante est davantage contestée. Le parcours qu'a emprunté de Soto, tel que défini par le Congrès, traverse les actuels États du Mississippi, de l'Arkansas et du Texas. D’autres croient qu'il a emprunté une route plus septentrionale passant par les actuels États du Tennessee, du Kentucky et de l'Indiana depuis Mabila.
Des reconstitutions archéologiques et la tradition orale des peuples autochtones n’ont été considérées que tardivement. L’une des principales difficultés est que la plupart de ces lieux historiques ont été bâtis au cours des 450 ans écoulés. Le seul site clairement associé à l’expédition menée par de Soto est le Governor Martin Site dans le village des Amérindiens Apalaches d’Anhaica, situé à deux kilomètres à l’est de l’actuel capitole de l'État de Floride à Tallahassee. Il fut découvert par l’archéologue B. Calvin Jones (en) en mars 1987.
Les dernières théories se basent sur les journaux personnels de trois survivants de l’expédition menée par de Soto : son secrétaire, Rodrigo Ranjel, le représentant du roi, Luys Hernández de Biedma, et un Portugais, dénommé Chevalier d’Elvas. À eux trois, ils décrivent la route suivie par de Soto depuis La Havane, d’où ils embarquent, le golfe du Mexique, qu’ils longent, l’Atlantique, dont ils s’approchent lors de leur seconde année de voyage, de hautes montagnes qu’ils traversent immédiatement ensuite, et des douzaines d’autres descriptions géographiques de leur voyage — dont de larges rivières et des marécages — à des moments donnés de leur parcours. Étant donné que la géographie terrestre de cette région n’a pas changé depuis l’époque, ces journaux personnels, analysés avec les moyens topographiques actuels, permettent de tracer sur une carte, de façon plus précise, leur trajet. À ces trois sources issues de participants à l'expédition, s'ajoute le recueil de témoignages d'autres membres publié en 1605 par Inca Garcilaso de la Vega. 

#### Année 1539 et début de 1540

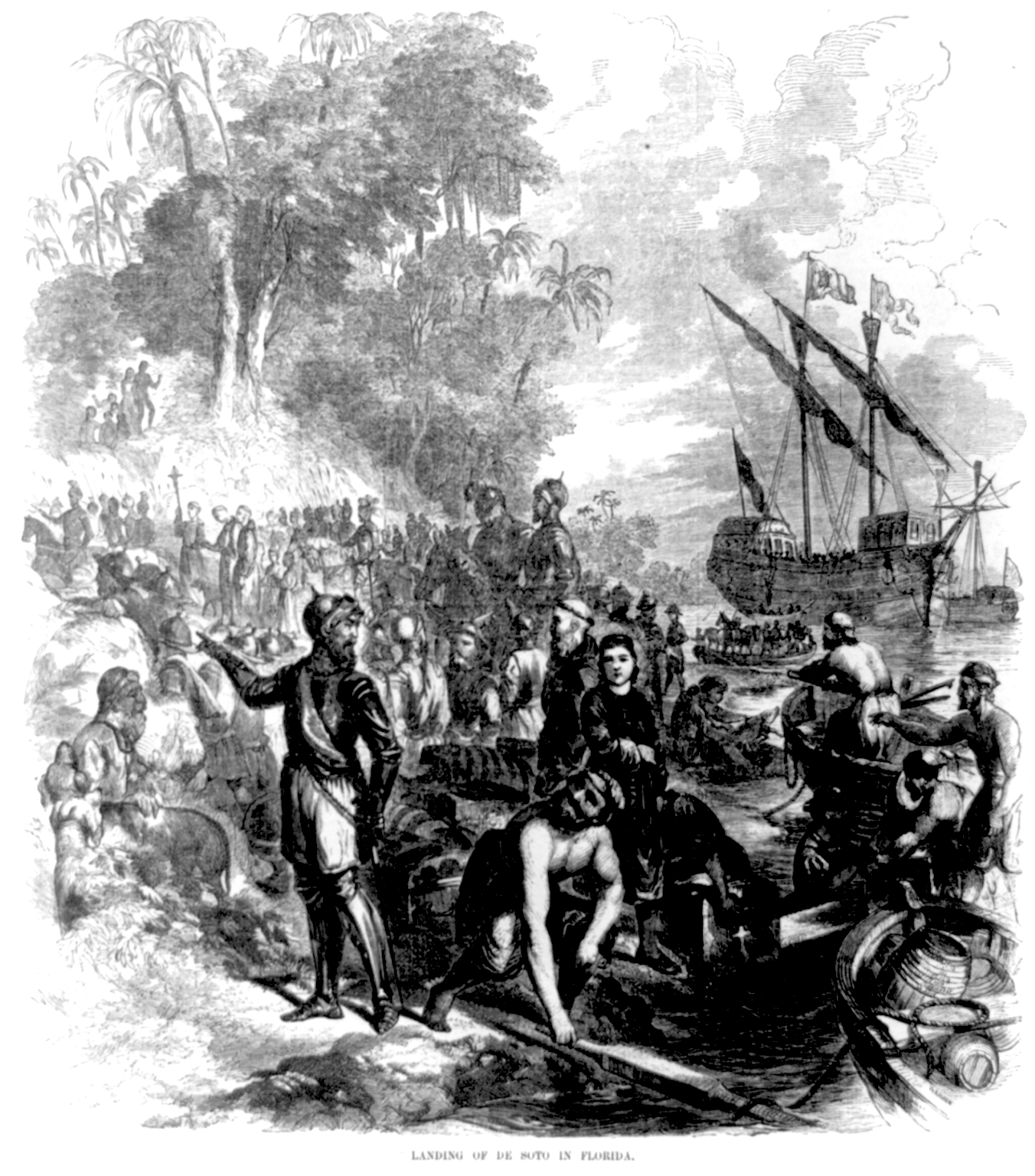
Arrivée de Hernando de Soto en Floride.

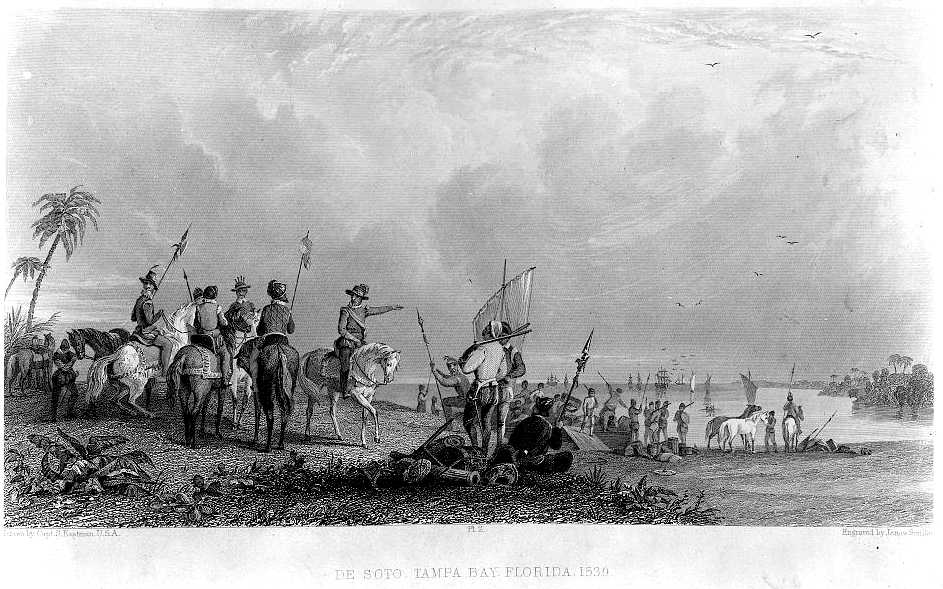
Hernando de Soto à Tampa Bay en 1539

Le 18 mai 1539, l’expédition part de La Havane, le 25 mai, elle longe les côtes de la Floride. Le 30 mai, avec les neuf navires et 570 hommes et femmes et 213 chevaux, de Soto arrive en un lieu qu’il baptise Espiritu Santo (l’actuel Bradenton (Floride) dans la baie de Tampa aux États-Unis). À bord, on trouve des prêtres, des artisans, des ingénieurs, des fermiers, des marchands ; certains avec leur famille, certains venant de Cuba, la plupart d’Europe et, même, quelques-uns d’Afrique. Peu d’entre eux ont déjà voyagé hors d’Espagne, voire hors de leurs villages.
Un jeune Espagnol nommé Juan Ortiz, né à Séville, qui était venu en Floride à la recherche de l’expédition de Narváez, disparue en 1528, et qui avait été capturé par une tribu Calusa, est aperçu près du mouillage de l'expédition. La fille du chef Hirrihigua de la tribu Calusa supplia qu’on lui sauve la vie, quand son père avait ordonné qu’Ortiz soit brulé vif. Ortiz, qui a survécu aux tortures et à la captivité, se joint très volontiers à l’expédition.
Ortiz connaît la région, sert d’interprète et il établit une nouvelle méthode pour guider l’expédition et communiquer avec les tribus qui parlent l'un ou l'autre des différents dialectes. Des guides des tribus Paracoxi (en) sont recrutés dans chacune des tribus, tout au long du parcours. Une chaîne de communication est établie par un guide ayant vécu à proximité d’une autre tribu, qui passe l’information à un nouveau guide de cette région et ainsi de suite. Comme Ortiz refuse de se vêtir et de se comporter comme un noble espagnol, les officiers de de Soto se méfient de ses conseils, mais Don Hernando se fie à Ortiz, lui accordant de se vêtir et de vivre comme ses amis des tribus Paracoxi. Un autre guide important de l’expédition est un jeune garçon indigène, Perico, ou Pedro, originaire de l’actuel État de Géorgie, et qui parle la langue de plusieurs des différentes tribus ou nations. Il est à même de communiquer avec Ortiz et il a rejoint l'expédition en 1540.
De Soto s’engage à l’intérieur des terres de Floride en direction du nord, explorant la côte ouest, et il subit quelques embuscades le long de sa route, de la part des autochtones. Son premier campement d’hiver, à la fin d'octobre 1539, est à Anhaica, la capitale des Apalaches, le seul lieu où des archéologues ont trouvé des traces du passage de l'expédition. Comme la cité est située non loin de la mer, de Soto envoie un détachement dans cette direction. Ces hommes reviennent en lui indiquant qu’ils ont trouvé les traces d’un campement et des squelettes de chevaux. On présume alors que ce sont les traces de l’expédition de Narváez, les hommes s'étant réfugiés sur la côte, mangeant leurs montures, pendant qu’ils construisaient une embarcation susceptible de les ramener à Cuba.

#### Année 1540
Le 3 mars 1540, l'expédition quitte Anhaica ; ayant entendu parler de mines d’or « en direction du soleil levant », ils partent vers le nord-est à travers les actuels États de Géorgie et de Caroline du Sud, jusqu’à la ville actuelle de Colombia. Ils y sont accueillis par une femme qui gouverne la communauté. Elle leur offre des perles, de la nourriture, des tissus et tout ce que les Espagnols peuvent désirer. Cependant, il n’y a pas d’or.
Le 3 mai, de Soto se dirige vers le nord, en direction des monts Appalaches de l’actuelle Caroline du Nord, où il passe un mois, jusqu’au 2 juillet, laissant les chevaux paître sur une herbe grasse et se reposer alors que ses hommes cherchent de l’or. Ils entrent ensuite sur le territoire de l’actuel Tennessee et du nord de la Géorgie, où ils restent jusqu’au 20 août, puis ils se dirigent vers le sud, en direction du golfe du Mexique, pour y trouver deux navires amenant des provisions depuis La Havane.

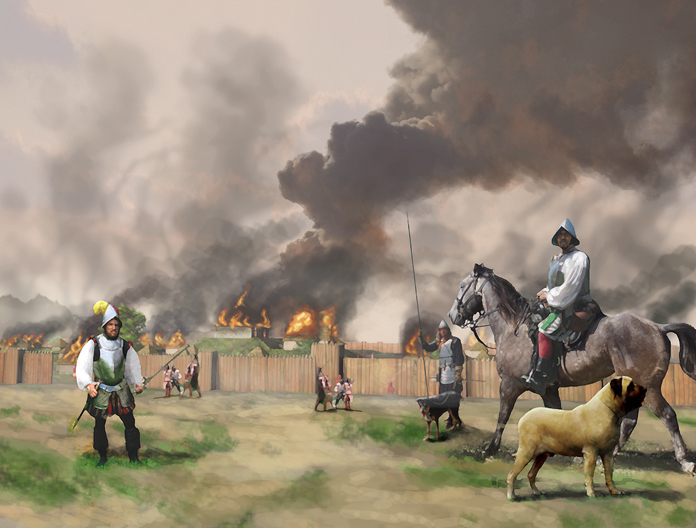
Hernando de Soto et ses hommes incendient Mavilla, illustration par Herb Roe.

Le 18 octobre, alors qu’ils traversent l’actuel État d'Alabama, ils se retrouvent devant une ville sommairement fortifiée, nommée Mavilla ou Mauvila (sans doute proche de l’actuelle ville de Mobile). Un Indien converti les avise que la cité est pleine de guerriers et d’armes. L’un de ses capitaines propose à de Soto d’établir un campement à l’extérieur de la cité, mais de Soto refuse, il veut loger à Mavilla. La tribu Choctaw de Mavilla, commandée par le chef Tascalusa, a préparé une embuscade à l’intérieur de l’enceinte de la ville. Les Espagnols sont piégés et doivent se battre avec ardeur pour s’échapper avant de parvenir à réduire la cité en cendres. La bataille dure neuf heures, dix-huit Espagnols sont tués, cent cinquante des survivants sont blessés, dont vingt mourront de leurs blessures dans les semaines qui suivent, douze chevaux ont été tués et soixante-dix blessés. Parmi les guerriers choctaw, on compte à peu près deux mille cinq cents morts ou mille cent selon d'autres estimations.
Depuis son entrée en Floride, l'expédition a perdu 102 hommes, en plus d'une grande partie de ses biens et de ses chevaux lors de la bataille de Mavilla. Ces Espagnols sont blessés, malades, entourés d’ennemis et à court d’équipement. Craignant que cette situation ne soit connue en Espagne, si ses hommes atteignent les navires qui l’attendent dans la baie de Mobile, le 18 novembre, de Soto décide que tous quittent Mavilla et il les conduit plus au nord, dans l’actuel État du Tennessee, où ils passeront l’hiver.

#### Année 1541
En repartant vers le nord, l’expédition rencontre la tribu Chickasaw. De Soto leur demande 200 hommes comme porteurs. Ils refusent et, le 8 mars, ils attaquent le camp espagnol pendant la nuit. Les Espagnols y perdent onze hommes, quinze chevaux et la plus grande partie de leur équipement. Selon les chroniqueurs qui l’accompagnent, à ce moment, l’expédition aurait pu être anéantie. Les Chickasaws, sans doute impressionnés par leur propre succès, la laissent cependant partir. Le 25 avril, après avoir soigné les blessés et réparé quelque peu leur équipement, ils partent vers l’ouest.

##### Découverte du Mississippi

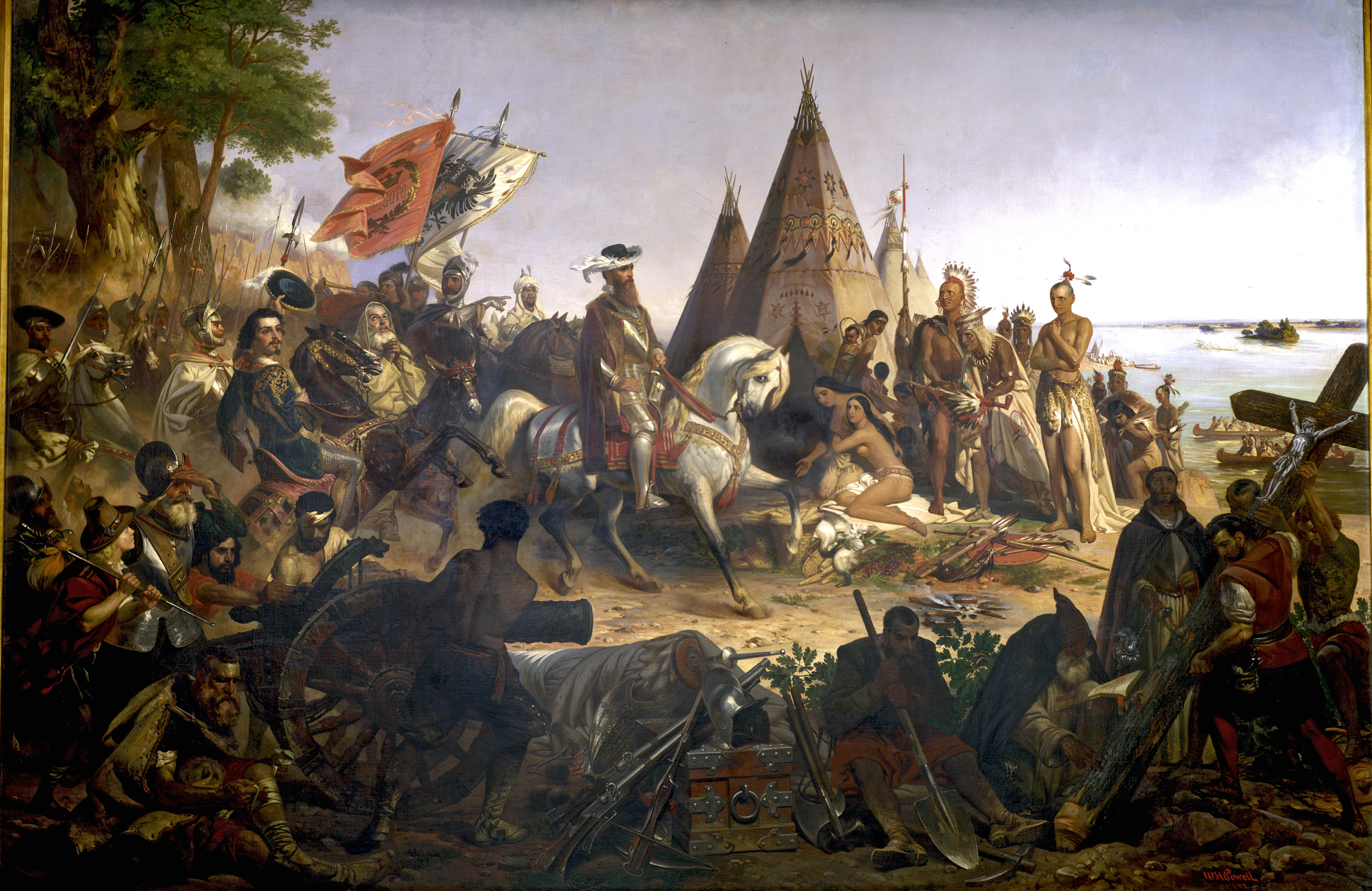
Le 8 mai 1541, de Soto découvre le Mississippi (1847), toile de William Henry Powell (1824 – 1879).

Le 8 mai 1541, de Soto et sa troupe atteignent une rivière large d’une demi-lieue, boueuse et dont le courant violent entraîne continuellement des troncs d’arbres. Cette immense rivière est très poissonneuse, pleine d’espèces inconnues en Espagne et les Espagnols la nomment alors Rio Grande ou Rio de Espiritu Santo. Ils viennent en fait de découvrir le Mississippi. Il n’est pas certain qu’ils soient les premiers Européens à découvrir l'Old Man River, mais ils sont les premiers à rapporter et à documenter le fait.
De Soto n’est que peu intéressé par cette découverte, il y voit plutôt un obstacle à sa mission. Il a 400 hommes à faire traverser sur cette immense rivière dont les berges sont peuplées d’indigènes hostiles. Après un mois consacré à la fabrication de quatre barges, les Espagnols traversent enfin le Mississippi et continuent leur route en direction de l’ouest vers les actuels États d’Arkansas, d'Oklahoma et du Texas. Ils passent l’hiver à Autiamque, sur les rives de la rivière Arkansas. L’expédition, depuis son départ, a déjà perdu 250 hommes et 150 chevaux.
Après un hiver rigoureux, l’expédition lève le camp le 6 mars 1542. Leur fidèle guide Juan Ortiz est mort durant l’hiver. Il leur est de plus en plus difficile de trouver leur route, d’obtenir de la nourriture et de communiquer avec les indigènes. L’expédition va jusqu’à la rivière Caddo, où elle se trouve confrontée à la tribu des Tula, dont les Espagnols diront que ses guerriers sont les plus talentueux et les plus dangereux qu’ils aient rencontrés. L’affrontement se produit dans la région de l’actuel Caddo Gap (en Arkansas) (un monument y est d’ailleurs aujourd'hui érigé). Les Espagnols décident alors de s’en retourner vers le Mississippi.

##### Mort de Hernando de Soto

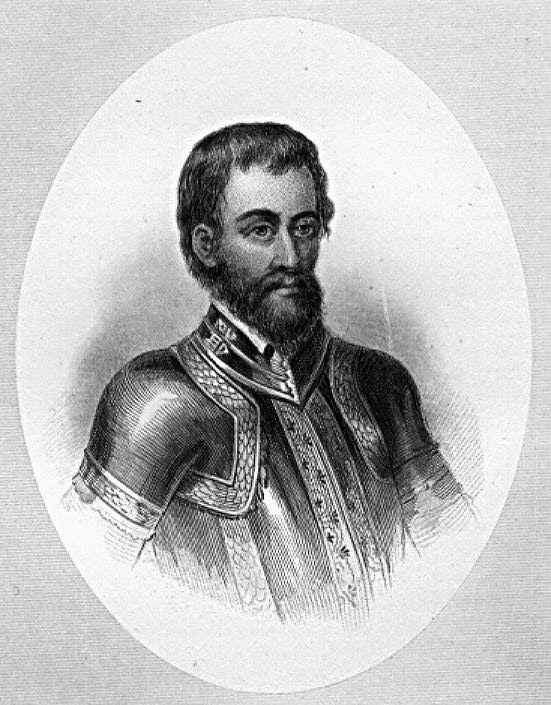
Portrait de Hernando de Soto.

Le 17 avril, l’expédition arrive sur la rive ouest du Mississippi, dans le village indien de Guachoya (proche de l’actuel McArthur en Arkansas). De Soto envoie des détachements explorer les alentours et ramener des vivres, mais il est bientôt pris de fièvres. Le 20 mai, il réunit ses capitaines et, afin d’éviter toute division après sa mort qu’il sent proche, il leur fait prêter serment à son capitaine général, Luis de Mosoco de Alvarado. Il meurt le lendemain, 21 mai 1542. Comme de Soto a propagé parmi les indigènes la rumeur voulant que les chrétiens soient immortels (afin d’obtenir leur allégeance sans combat), ses hommes taisent sa mort. Ils enveloppent son corps dans des draps lestés et l’immergent nuitamment au milieu du Mississippi (les Indiens cependant se rendront compte de la ruse),.

### Retour de l’expédition vers Mexico
Pendant trois années, l’expédition a exploré La Florida sans y trouver les trésors escomptés ni même un site hospitalier afin d’y établir une colonie. Elle a perdu la moitié de ses hommes, la plupart de ses chevaux (qui apportaient aux Espagnols un grand avantage militaire), les survivants ne sont plus vêtus que de peaux de bêtes, beaucoup sont blessés et leur santé est atteinte. Donc, d’un large consensus, il est décidé de mettre un terme à l’expédition et de trouver un chemin qui les ramènera chez eux, soit en descendant le Mississippi, soit par voie de terre à travers le Texas jusqu’en Nouvelle-Espagne.
Ils décident que la construction de bateaux serait trop longue et la navigation dans le golfe du Mexique trop périlleuse car ils n’ont avec eux aucun marin ni instrument de navigation. Aussi prennent-ils la route vers le sud-ouest et se retrouvent-ils dans une contrée aride, faisant partie de l’actuel Texas. Les indigènes y vivent dispersés, en quête de nourriture, ce qui cause un sérieux problème à l’expédition, car il n’y a aucun village à piller, aucune nourriture suffisante et leur troupe est trop importante pour vivre des maigres ressources de ce lieu. Ils se voient donc contraints de faire marche arrière vers les régions plus civilisées le long du Mississippi, où ils commencent à construire des embarcations.
Ils utilisent tout le fer qu’ils possèdent, y compris les mors des chevaux et les chaînes de leurs esclaves, pour fabriquer les clous nécessaires à la construction des bateaux. L’hiver passe, puis le printemps, mais en juillet ils sont prêts à descendre le Mississippi jusqu’à la côte. Le périple leur prend deux semaines, ils rencontrent sur leur chemin des tribus hostiles, il n’est pas rare qu’ils soient poursuivis par des canoës et qu’ils reçoivent des flèches — les Espagnols n’ont alors plus aucune arme offensive efficace depuis leurs bateaux, leurs arbalètes ne fonctionnent plus depuis déjà longtemps, ils ne peuvent compter que sur la protection de leurs armures et de leur matelas pour arrêter les flèches. Environ onze d’entre eux sont tués sur ce trajet et plusieurs autres y sont blessés.
Parvenus à l’embouchure du Mississippi, les bateaux voguent près des côtes du golfe du Mexique, dirigés vers le sud et vers l’ouest. Après 50 jours de navigation, ils atteignent enfin le fleuve Río Pánuco puis la ville espagnole de Pánuco. Ils s'y reposent durant un mois, durant lequel de nombreux membres, réfléchissant à ce qu’ils ont accompli, se montrent mécontents, prétendent qu’ils ont quitté trop tôt La Florida sans y avoir fondé une colonie, ce qui mènera à des bagarres et même à quelques morts. Cependant, après leur arrivée à Mexico, le vice-roi don Antonio de Mendoza offre de conduire une nouvelle expédition en La Florida, mais peu se portent alors volontaires.
Des 700 expéditionnaires partis avec de Soto, seuls un peu plus de 300 survécurent qui, la plupart, resteront dans le Nouveau Monde, s’installant au Mexique, au Pérou, à Cuba et dans d’autres colonies espagnoles.

## Conséquences

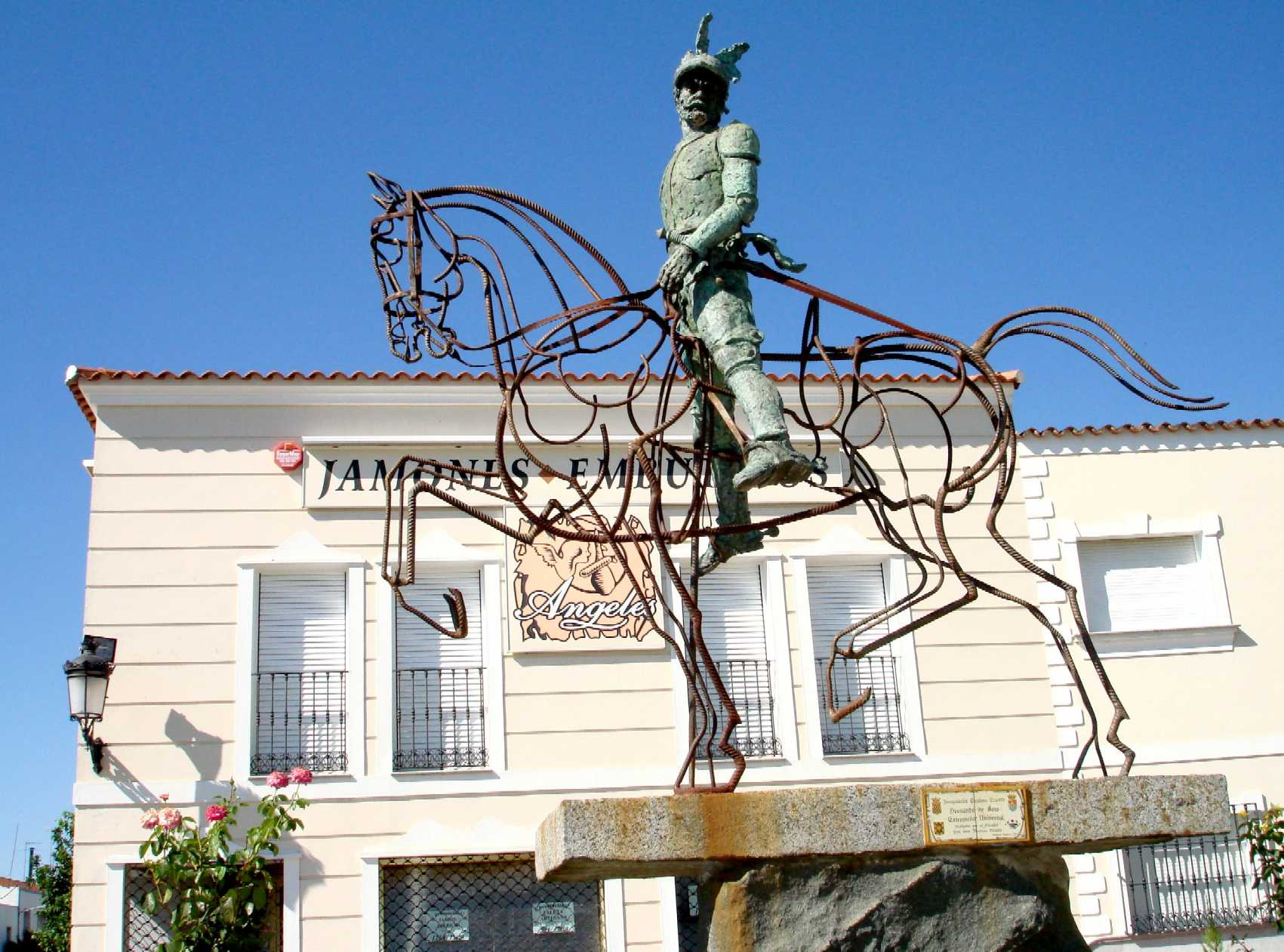
Monument Barcarrota, en Espagne (province de Badajoz).

Le périple du conquistador de Soto en Floride, de son point de vue et de celui de ses hommes, est un funeste désastre. Ils ne rapportent ni or ni richesses et ils ne fondent aucune colonie. La réputation de cette expédition particulière, à l'époque, est plus proche de celle d'un Don Quichotte que de celle de Cortés. Néanmoins, elle a une série de conséquences importantes en Amérique du Nord.
D’une part, l’expédition laisse sa marque sur les lieux de son passage. Quelques chevaux qui se sont échappés ou qui ont été volés contribuent à l’établissement des premières populations de mustangs dans l’ouest de l’Amérique du Nord. Et les porcs qu’elle y a amenés prolifèrent au sud. De Soto et sa troupe ont provoqué des réactions agressives et hostiles, qui prévalent ensuite entre les Indigènes et les Européens. Il est arrivé à l’expédition de rencontrer des tribus hostiles, mais les Espagnols ont été plus souvent encore à l'origine des combats.
Plus dévastatrices que de sanglantes batailles sont les germes de maladies que les expéditionnaires et plus particulièrement les porcs emportés apportent avec eux, sans d'abord le savoir : des germes qui n'existaient pas auparavant en Amérique, venant d'Europe, plus peuplée, et contre lesquels les Européens sont immunisés de façon naturelle (par sélection naturelle séculaire), contrairement aux autochtones d'Amérique à la diversité génétique plus pauvre et de nature peu résistante aux épidémies d'origine virale. Certaines régions que les expéditionnaires ont traversées en deviennent ainsi dépeuplées. Nombre d’indigènes fuient les régions, alors traditionnellement peuplées, frappées par les maladies, pour se réfugier sur les collines ou même dans les marais avoisinants. La structure sociale de ces populations, à cette époque, change fondamentalement. Ceci n'est pas spécifique à l'expédition qu'a menée de Soto, mais caractérise les effets épidémiques possibles des tout premiers contacts entre membres de populations jusqu'alors totalement isolées l'une de l'autre, d'un isolement tant génétique que géographique,.
D’autre part, les notes de l’expédition contribuent pour beaucoup à l’amélioration de la connaissance géographique, biologique et ethnique de la région par les Européens. Leurs descriptions des Indigènes d’Amérique du Nord sont les premières et uniques sources de connaissance des nations précolombiennes, comme celles des Creeks, des Séminoles, des Cherokees et de beaucoup d’autres.
L’expédition amène également la Couronne d’Espagne à reconsidérer son attitude vis-à-vis de ses colonies au nord du Mexique. Elle revendique dès lors de larges territoires d’Amérique du Nord pour les Espagnols, créant des missions principalement en Floride et sur la côte du Pacifique.

## Hernando de Soto dans la poésie
Dans le recueil de poésie Les Trophées (1893) de José Maria de Hérédia, l'aventure de Hernando de Soto est narrée dans ce sonnet :
À l'ombre de la voûte en fleur des catalpas

Et des tulipiers noirs qu'étoile un blanc pétale,

Il ne repose point dans la terre fatale ;

La Floride conquise a manqué sous ses pas.

Un vil tombeau messied à de pareils trépas.

Linceul du Conquérant de l'Inde Occidentale,

Tout le Meschacébé par-dessus lui s'étale.

Le Peau Rouge et l'ours gris ne le troubleront pas.

Il dort au lit profond creusé par les eaux vierges.

Qu'importe un monument funéraire, des cierges,

Le psaume et la chapelle ardente et l'ex-voto ?

Puisque le vent du Nord, parmi les cyprières,

Pleure et chante à jamais d'éternelles prières

Sur le Grand Fleuve où gît Hernando de Soto.
— José Maria de Hérédia, Les Trophées, « Le Tombeau du Conquérant »